# نيل واتسون
نيل واتسون (بالإنجليزية: Neil Watson)‏ مواليد 2 فبراير 1991 في كانساس سيتي، هو لاعب كرة سلة أمريكي. بدأ مسيرته الاحترافية في سنة 2014. يلعب كلاعب هجوم خلفي. يحمل الرقم 5. يبلغ طوله 5 قدم 11 بوصة (1.8 م). لعب مع لستر رايدرز وغلاسكو روكز في دوري كرة السلة البريطاني.

## روابط خارجية
- نيل واتسون على موقع كلية كرة السلة في سبورتس رفرنس.كوم (الإنجليزية)
- نيل واتسون على موقع ريلجم (الإنجليزية)
- نيل واتسون على موقع بروبوليرز (الإنجليزية)